# Viața mea sexuală
Viața mea sexuală este un film românesc din 2010 regizat de Cornel George Popa. Rolurile principale au fost interpretate de actorii Cristina Florea, Vlad Zamfirescu, Gabriel Spahiu.

## Distribuție
Distribuția filmului este alcătuită din:
- Valentin Uritescu — Costache
- Magda Catone — Vecina
- George Alexandru — Vagabondul
- Monica Ghiuță
- Cristina Florea — Dorina
- Vlad Zamfirescu — Aurelian
- Mădălina Ghițescu — Manu
- Gabriel Spahiu — Marcel

## Primire
Filmul a fost vizionat de 913 spectatori în cinematografele din România, după cum atestă o situație a numărului de spectatori înregistrat de filmele românești de la data premierei și până la data de 31 decembrie 2014 alcătuită de Centrul Național al Cinematografiei.